# Anusszati
Az anusszati (páli; szanszkrit: anusmriti)  jelentése „felhalmozás”, „felidézés”, „kontempláció”, „emlékezés”, „meditáció” és „tudatosság”  A buddhizmusban az anusszati vonatkozhat:
- meghatározott meditációs vagy vallási gyakorlatokra, mint például Buddha tökéletes tulajdonságainak a felhalmozása, amely mentális nyugalomhoz és tartós örömhöz vezet; vagy,
- meditációs elsajátításra, mint például az előző életek felidézése.

## A felhalmozások csoportjai
A páli irodalom és a szanszkrit nyelvű mahájána szútrák különböző szövegei különböző felhalmozásokat és felidézéseket hangsúlyoznak ki.

### A hármas felidézés
A hármas felidézés:
- Buddha felidézése (páli: Buddhánusszati, szanszkrit: Buddhanusmrti, tibeti: szansz- rgyasz -rdzsesz-szu dran pa)
- A dhamma felidézése (páli: Dhammánusszati, szanszkrit: Dharmanusmrti, tibeti: csosz- rdzsesz- szu dran pa)
- A szangha felidézése (páli: Szanghánusszati, szanszkrit: Szanghanusmrti: tibeti: dge -hdun- rdzsesz- szu dran pa)

A Dhammapada szövegében az szerepel, hogy Buddha tanítványai, akik folyamatosan gyakorolják a három drágaság felidézését boldogságot nyernek. A Théragáthá szerint ez a gyakorlat a „folyamatos öröm magasságába emel”.
Az ebben a cikkben említett meditációs felidézések tárgyai közül csak ez a három számít „vallásos elmélkedésnek”.  Az a három felidézés szerepel a következő listák első három helyén.

### Az ötös felidézés
A buddhista böjt (upószatha) napján Buddha és egy tanítványa a nyolc fogadalom gyakorlása mellett a következő öt felidézést is gyakorolta:
- Buddha felidézése
- A dhamma felidézése
- A szangha felidézése
- Az erények felidézése (sílánusszati)
- A dévák erényeinek felidézése (devatánusszati)

Buddha szerint, aki ezeket a felidézéseket gyakorolja, „annak a tudata lecsillapodik és öröm ébred benne; elhagyja a szennyeződéseket a tudatából”.

### A hatos felidézés
A hatos felidézés:
- Buddha felidézése
- A dhamma felidézése
- A szangha felidézése
- A nagylelkűség felidézése (cságánusszati)
- Az erények felidézése
- A dévák erényeinek felidézése

Buddha egy tanítványának azt mondta, hogy aki ezeket a felidézéseket gyakorolja, azt nem ragadja el a szenvedély, nem szállja meg az undor és a gyűlölet, és nem telepszik rá a tévely. A tudata világos, ... a dhammával kapcsolatos öröme fakad..., gyönyörben részesül..., a teste lecsillapodik ... a tapasztalások lecsillapodnak..., a tudat koncentrálttá válik."
A mahájána gyakorlatokban az első hat felidézést általánosan tanították és ezek közül kiemelték a népszerű szúrákban (mint pl. a Gyógyító Buddha szútra) a Buddha felidézésének gyakorlatát.

### A tízes felidézés
A tízes felidézésben a következő négy tárgyat adják hozzá a hatos felidézéshez:
- A halál felidézése (maranánusszati)
- A test felidézése (kájagatászati)
- A légzés felidézése (ánápánaszati)
- A béke felidézése (upaszamánusszati)

A páli kánonban szereplő Anguttara-nikájában az szerepel, hogy a tíz felidézés közül bármelyik gyakorlása nirvánához vezethet.
A Viszuddhimagga szerint a tíz felidézés hasznos meditációs tárgy az öt akadály leküzdéséhez szükséges koncentráció kialakításához.
A meditáció „felszívódás” szempontjából a légzés tudatossága eljuttathatja a gyakorlót mind a négy dhjána szintre, a test tudatosság csak az első dhjána szintre, a többi nyolc felhalmozás csupán a dhjána szintekre való felkészítő szintre, az ún. "belépés koncentrációig" (upacsara szamádhi).

## Bibliográfia
- Anālayo (2006). Satipaṭṭhāna: The Direct Path to Realization. Birmingham, England: Windhorse Publications. ISBN 1-899579-54-0.
- Buddharakkhita, Acharya (1996). Pakinnakavagga: Miscellaneous (Dhp XXI). - http://www.accesstoinsight.org/tipitaka/kn/dhp/dhp.21.budd.html.
- Buddhagósza, Bhadantacariya & Bhikkhu Nanamoli (trans.) (1999), The Path of Purification: Visuddhimagga. Seattle: Buddhist Publication Society Pariyatti Editions. ISBN 1-928706-00-2.
- Bullitt, John T. (2005). General [Sutta] Index: Ten Recollections. - http://www.accesstoinsight.org/index-subject.html#recollections.
- Fischer-Schreiber, Ingrid, Franz-Karl Ehrhard, Michael S. Diener & Michael H. Kohn (trans.) (1991). The Shambhala Dictionary of Buddhism and Zen. Boston: Shambhala. ISBN 0-87773-520-4.
- Gunaratana, Henepola (1988). The Jhanas in Theravada Buddhist Meditation. Kandy, Sri Lanka: Buddhist Publication Society. ISBN 955-24-0035-X. - http://www.budsas.org/ebud/jhanas/jhanas0a.htm.
- Kamalashila (1996, 2003). Meditation: The Buddhist Art of Tranquility and Insight. Birmingham: Windhorse Publications. ISBN 1-899579-05-2. - https://web.archive.org/web/20061101181404/http://kamalashila.co.uk/Meditation_Web/index.htm.
- Nyanatiloka Mahathera (dátum nélkül). Buddhist Dictionary: Manual of Buddhist Terms and Doctrines. - https://web.archive.org/web/20070312055853/http://www.yellowrobe.com/dictionary.
- Rhys Davids, T.W. & William Stede (szerk.) (1921-5). The Pali Text Society’s Pali–English Dictionary. Chipstead: Pali Text Society.
- Thánisszaró Bhikkhu (ford.) (1997a). Mahanama Sutta: To Mahanama (1) (AN 11.12). - http://www.accesstoinsight.org/tipitaka/an/an11/an11.012.than.html.
- Thanissaro Bhikkhu (ford.) (1997b). Muluposatha Sutta: The Roots of the Uposatha (AN 3.70). - http://www.accesstoinsight.org/tipitaka/an/an03/an03.070.than.html.
- Thanissaro Bhikkhu (ford.) (1998). Lohicca Sutta: To Lohicca (DN 12). - http://www.accesstoinsight.org/tipitaka/dn/dn.12.0.than.html.
- Thanissaro Bhikkhu (ford.) (2002). Tekicchakani (Thag 6.2). - http://www.accesstoinsight.org/tipitaka/kn/thag/thag.06.02.than.html.